# Ludwig Weimer
Ludwig Weimer (Eichenbühl, 3 febbraio 1940) è un teologo tedesco.
E presbitero della Katholische Integrierte Gemeinde (Comunità Cattolica d'Integrazione).

## Biografia
Ludwig Weimer ha frequentato il liceo umanistico a Miltenberg in Baviera. Dal 1960 al 1968 ha studiato filosofia, teologia e germanistica presso le università di Würzburg e Monaco di Baviera, conseguendo la laurea in teologia. Ha poi terminato altri studi presso l'Institut für Katechetik und Homiletik (Istituto di catechetica e omiletica) a Monaco. Nel 1971 ha completato il dottorato in teologia discutendo la tesi “Religion und Offenbarung bei Ernst Bloch” (Religione e Rivelazione in Ernst Bloch) con Heinrich Fries. Dal 1974 al 1979 ha conseguito l’abilitazione all’insegnamento discutendo il tema di teologia “Gnade und Freiheit” (Fede e Libertà) con Joseph Ratzinger presso l'Università di Ratisbona.
Dal 1968 Weimer è teologo della Integrierte Gemeinde (Comunità d’Integrazione) a Monaco. Nel 1983 è stato consacrato sacerdote ed è membro della “Comunità dei sacerdoti in servizio delle Comunità d’Integrazione”. Nel suo lavoro teologico pone l’accento sul dialogo con il mondo ebraico.
Fin dalla sua fondazione nel 1978 egli è membro della Ratzinger Schülerkreis un gruppo di studenti di teologia che, a livello dottorale o post-dottorale, hanno avuto proprio come docente Ratzinger e successivamente della Fondazione Vaticana Joseph Ratzinger – Benedetto XVI Nel 2003 Weimer divenne direttore della “Accademia per la Teologia del Popolo di Dio”. Dal 2008 il lavoro svolto di quest’Accademia è portato avanti dalla Cattedra per la Teologia del Popolo di Dio, presso l’Istituto Pastorale Redemptor Hominis e inaugurata nel 2009 da Mons. Rino Fisichella, a quei tempi Rettore Magnifico della Pontificia Università Lateranense a Roma. Weimer è il direttore fondatore di questa Cattedra ed è il principale autore delle dispense per lo studio a distanza post laurea che la Cattedra ha offerto nella forma di un corso di studio a distanza della durata di due anni a partire dal settembre 2016 in lingua inglese e tedesca.

## Opere
• con Traudl Wallbrecher, Comunità Cattolica d'Integrazione – Una breve presentazione, Bad Tölz, 2005, Verlag Urfeld, ISBN 3-932857-45-3
• con Traudl Wallbrecher e Arnold Stötzel (curatori), 30 anni in cammino - Joseph Ratzinger/Papa Benedetto XVI e la Comunità Cattolica d‘Integrazione, Bad Tölz 2006, Verlag Urfeld, ISBN 978-3-932857-40-9
• con Gerhard Lohfink, Maria non senza Israele. Una nuova visione del dogma sull'Immacolata Concezione, Trad. C. Grasso, Ecumenica Editrice, Bari 2010 (Svegliare l'aurora) vol. 1 Il peccato originale: un coacervo di male provocato dall'uomo, ISBN 978-88-88758-55-8; vol . 2 La controazione di Dio: la lotta contro il peccato originale, ISBN 978-88-88758-56-5; vol. 3 Maria. L'immagine dell'Israele redento ISBN 978-88-88758-57-2, Fatti e persone, Edizioni San Paolo
• Esploratori della terra, in Katholische Integrierte Gemeinde Theologica n. 3, Baierbrunn, 2016, ISBN 978-3-946577-03-4
• con Achim Buckenmaier e Rudolf Pesch, L'ebreo Gesù di Nazaret - Un contributo al dialogo fra Jacob Neusner e Benedetto XVI, Nova Millennium Romae, Marietti, 2011, ISBN 978-88-211-8827-5